# XIV. legija Gemina
XIV. legija Gemina – Dvojčica (latinsko Legio quarta decima Gemina), rimska legija, ki jo je leta 57 pr. n. št. ustanovil Julij Cezar. Vzdevek Gemina kaže, da je nastala z združitvijo dveh legij: prva je bila XIV. legija, ki se je bojevala v bitki pri Aleziji, druga pa legija Martia (Marsova legija). Vzdevek Victriyx – Zmagovita je dobila od cesarja Avgusta za zasluge pri zatiranju velike panonske vstaje leta 9. Simbol legije je bil kozorog, tako kot v mnogo drugih legijah, ki jih je ustanovil Cezar,  ali prekrižani Jupitrovi streli.

## Zgodovina

### Pod Cezarjem
XIV. legijo je ustanovil Julij Cezar v Cisalpski Galiji med svojim osvajanjem Galije. Vojaške obveznosti njenih legionarjev so trajale 16 let, tako kot v drugih legijah, dokler jih cesar Avgust ni podaljšal na 20 let. Po pokolu v Atuatuki  so jo dolga leta imeli za nesrečno legijo. Med bitkami in pohodi so jo zato pogosto puščali za seboj za varovanje vojaških taborov.

### Pod Germanikom
Pod generalom Germanikom se je vojskovala proti germanskemu uporniku Arminiju, ki je deset let pred tem v bitki v Tevtoburškem gozdu popolnoma uničil XVII., XVIII. in XIX. rimsko legijo in Rimljanom povzročil eno največjih katastrof v njihovi zgodovini. Legija je slavila zmago in cesar Tiberij je zato svojemu posvojencu Germaniku v Rimu priredil veličasten sprejem.

### Invazija na Britanijo
Legija je bila po letu 9 stacionirana v Moguntiacu v Gornji Germaniji. Leta 43 je kot ena od štirih legij pod poveljstvom Avla Placija in Klavdija sodelovala v invaziji na Britanijo. Leta 60 ali 61 je sodelovala v zatiranju upora britske kraljice Budike in se s tem zapisala v rimsko zgodovino kot ena najslavnejših legij. V odločilni bitki v Watling Streetu, v kateri je po Tacitu in  Kasiju Dionu sodelovalo 10.000 legionarjev in pomožnih vojakov, je porazila Budikino vojsko, ki je štela 230.000 mož. Po zmagi je zaslovela kot najučinkovitejša Neronova legija in ostala v Britaniji še naslednjih nekaj let, da bi obvladovala nemirna britska plemena. Leta 68 je bila premeščena v Narbonsko Galijo.

### Upor na Renu
Leta 89 se je guverner Gornje Germanije Lucij Antonij Saturnin s podporo XIV. legije in XXI. legije Rapax uprl cesarju Domicijanu, vendar so njegov upor zatrli.

### Obramba Panonije
Po izgubi XXI. legije leta 92 je bila XIV. legija premeščena v Panonijo, da bi jo nadomestila. Nastanila se je v Vindoboni, sedanjem Dunaju. Po vojni s Sarmati v trajansko-dačanskih vojnah (101–106) so legijo premestili v Carnuntum, kjer je ostala tri stoletja. Veksilacije XIV. legije so se pod Antoninom Pijem vojskovale z Mavri, cela legija pa se je pod cesarjem Lucijem Verom udeležila pohoda proti Partom. Med vojno z Markomani je imel v Carnuntu svoj štab cesar Mark Avrelij. 

### Podpdora Septimiju Severju
Po smrti cesarja Pertinaksa se je leta 193 s podporo panonskih in svojih legij za cesarja razglasil Septimij Sever. XIV. legija se je na njegovi strani vojskovala na pohodu v Rim, da bi napadla uzurpatorja Didija Julijana, in leta 194 pripomogla k porazu uzurpatorja Pescenija Nigra. Sodelovala je verjetno tudi v Severjevem pohodu proti Partom, ki se je leta 198 končal z osvojitvijo partske prestolnice Ktezifona. 

### Podpora cesarskim kandidatom
V nemirih po smrti cesarja Valerijana je XIV. legija leta 260 podprla uzorpatorja Regalijana proti cesarju Galijenu in zatem Galijena proti Postumu iz Galskega cesarstva. Za zasluge si je zaslužila vzdevek VI Pia VI Fidelis  -  šestkrat verna – šestkrat zvesta. Po Galijenovi smrti je podprla galskega cesarja Viktorina (269–271).

### 5. stoletje
Na začetku 5. stoletja je bila XIV. legija še vedno v Carnuntu, po razpadu donavske meje v 430. letih pa je bila verjetno razpuščena. V  Notitii Dignitatum, ki je bila napisana v prvi polovici 5. stoletja, je na seznamu vojaških enot omenjena legija Quartodecimani comitatensis pod magistrom militum Trakije, ki bi lahko bila XIV. legija Gemina.